# Eleocharitetum multicaulis
Zespół ponikła wielołodygowego (Eleocharitetum multicaulis) – syntakson słodkowodnych helofitów w randze zespołu budowany głównie przez ponikło wielołodygowe. Należy do klasy zespołów roślinności zmiennowodnej Littorelletea uniflorae.

## Charakterystyka

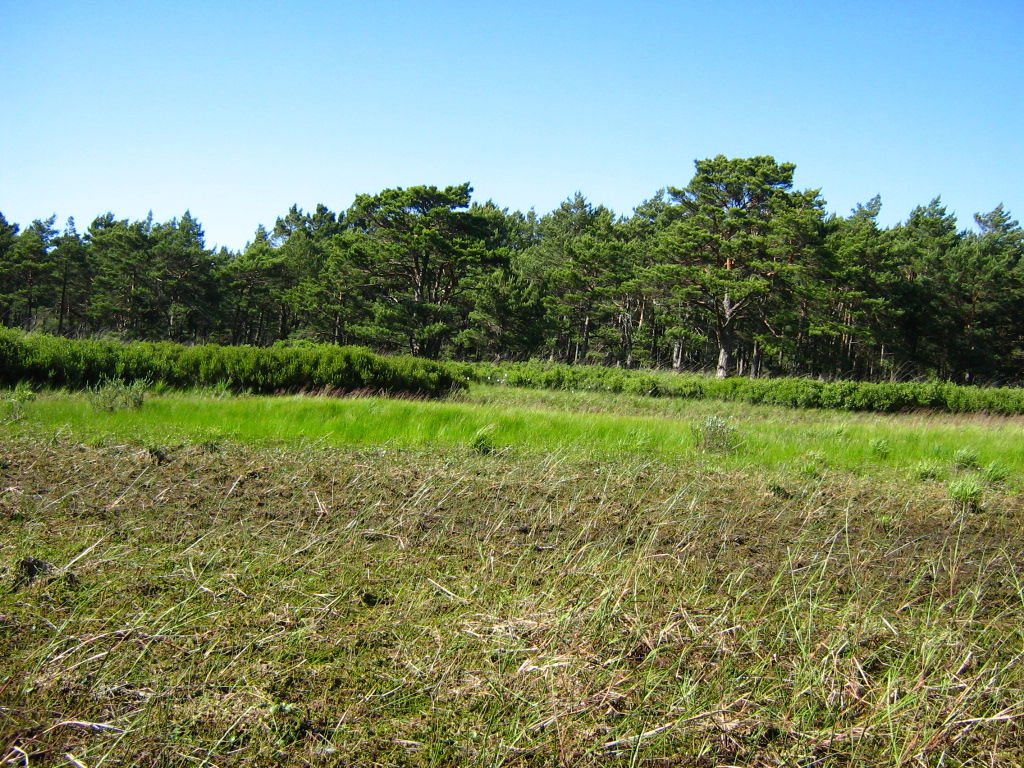
Wilgotne wrzosowisko Białogóra z płatami Eleocharitetum multicaulis.

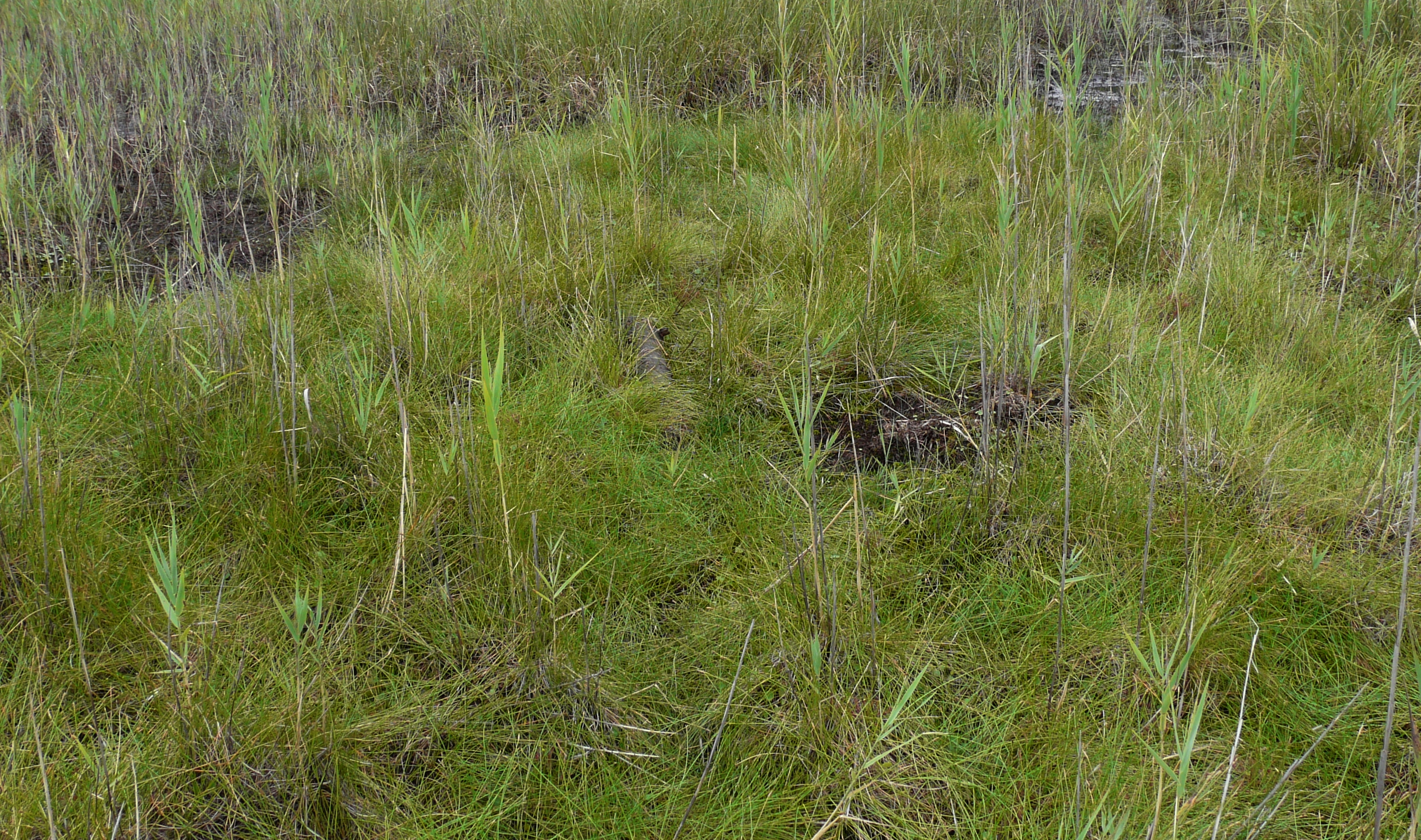
Fitocenozy Eleocharitetum multicaulis na użytku ekologicznym Bagna Jasieńskie.

Zbiorowisko szuwarowo-murawowe występujące w strefie ziemno-wodnej – litoralu płytkich zbiorników oligotroficznych, podmokłych misach deflacyjnych i wilgotnych wrzosowiskach. Podłoże mineralno-organiczne o odczynie obojętnym lub kwaśnym.
Charakterystyczna kombinacja gatunków
ChCl. : sit drobny (Juncus bulbosus), brzeżyca jednokwiatowa (Littorella uniflora), elisma wodna (Luronium natans), wywłócznik skrętoległy (Myriophyllum alterniflorum), rdestnica podługowata (Potamogeton polygonifolius), jaskier leżący (Ranunculus reptans), jeżogłówka pokrewna (Sparganium angustifolium).
DAll. : wąkrota zwyczajna (Hydrocotyle vulgaris), jaskier płomiennik (Ranunculus flammula f.), turzyca Oedera (Carex serotina ssp. serotina) (?).
ChAll. : żabienica jaskrowata (Baldellia ranunculoides).
ChAss. : ponikło wielołodygowe (Eleocharis multicaulis), śmiałek szczeciniasty (Deschampsia setacea).
Występowanie
Zbiorowisko subatlantyckie. W Polsce wyłącznie na zachodzie: Jezioro Janiszowice, rezerwat przyrody Białogóra, użytki ekologiczne: Bagna przy Rabym Kamieniu i Bagna Jasieńskie.

## Zagrożenia i ochrona
Zespół, wraz z zespołami podobnymi, na potrzeby inwentaryzacji obszarów Natura 2000 oznaczony jako podtyp siedliska przyrodniczego nr 3130 (brzegi lub osuszane dna zbiorników wodnych ze zbiorowiskami z Littorelletea, Isoëto–Nanojuncetea) — 3130–1 (roślinność mezotroficznych zbiorników wodnych należąca do związków Lobelion, Hydrocotylo-Baldenion i Eleocharition acicularis). Może podlegać też ochronie na siedliskach przyrodniczych 2190 — wilgotne zagłębienia międzywydmowe i 4010 — wilgotne wrzosowiska. W Polsce tylko na kilku stanowiskach.